# Вайсхорн
Вайсхорн, Вайссхорн (нем. Weisshorn, англ. White peak, дословно «Белый пик») — вершина высотой 4506 метров в Пеннинских Альпах в Швейцарии, кантон Вале. Является седьмой по высоте вершиной в Альпах среди гор, относительная высота которых превышает 100 метров. Первое восхождение на Вайсхорн было совершено в 1861 году англичанином Джоном Тиндалем совместно с проводниками Йоханном Йозефом Бенненом и Ульрихом Венгером.

## Физико-географическая характеристика
Вершина Вайсхорн расположена в швейцарском кантоне Вале примерно в 25 километрах к югу от реки Рона. Вершина является частью горного хребта, тянущегося с севера на юг, с запада примыкающего к долине Аннивье, а с востока к долине Маттерталь.
Вайсхорн имеет форму трёхгранной пирамиды, разделённой гребнями, спускающимися от вершины к подножию (южным, восточным и северным). Между восточным и северным гребнями расположен ледник Бис (Bisgletscher), переходящий к вершине в длинный крутой снежный склон. Между восточным и южным гребнями лежит ледник Шали (Schaligletscher). По всей длине ледник окружен отвесными скалами. Западная сторона имеет большую крутизну, чем остальные. Под западным склоном лежат ледник Вайсхорн (Glacier du Weisshorn) и ледник Моминг (Moming Glacier). На расстоянии примерно полутора километров от вершины северный гребень разветвляется на два, идущих на восток и на запад. Между ними расположен ледник Туртманн (Turtmanngletscher). Восточный гребень уводит к вершине Бисхорн (4153 метра над уровнем моря).
В апреле и мае 1991 года на западной стороне горы произошли 2 оползня. Оползни уничтожили ключевые дороги, включая автомобильную и железнодорожную дорогу на Церматт, а также перекрыли русло реки Маттервиспа, что привело к затоплению части Ранды выше по течению реки. Природная катастрофа обошлась без человеческих жертв, но инфраструктура региона пострадала. По оценкам, стоимость спасательных и восстановительных работ превзошла 110 000 000 швейцарских франков. После оползней поверхность горы продолжала постепенно двигаться в сторону Ранды. В связи с этим, на базе Швейцарской высшей технической школы Цюриха был организован специальный департамент, задачей которого стало проведение исследований о причинах и механизме подобных катастроф. На основе исследований департамента был выпущен ряд научных работ.

## История восхождений

### Первовосхождение
1 июля 1860 году К. Э. Мэтьюс, в сопровождении швейцарского альпиниста Мельхиора Андерегга и Йоханна Кронига как второго проводника, предпринял попытку восхождения по юго-восточной стене и, далее, по южному гребню. После прохождения ледника, они вышли на склон вершины, но на подходе к гребню столкнулись с высоким снежным покровом (около 10—12 дюймов). После того, как рядом с ними сошла лавина, вызванная таянием снега, альпинисты решили не рисковать и вернуться обратно в Церматт. Во время обратного пути также сошло несколько лавин, но никто не пострадал.
Вайсхорн впервые был покорён 19 августа 1861 года 29-летним физиком Джоном Тиндалем. Его сопровождали проводники Йоханн Йозеф Беннен и Ульрих Венгер. Их маршрут восхождения сейчас наиболее популярен: по восточному гребню от хижины Вайсхорн со стороны деревни Ранда (Weisshorn Hut). Тиндаль с проводниками выступили из Ранды 18 августа 1861 года в час после полудня, и достигли вершины на следующий день после тяжелого восхождения с коротким перерывом на отдых ночью. Обратно в Ранду они вернулись в 11 часов после полудня 19 августа.
Второе восхождение было совершено в 1862 году Лесли Стивеном. Стивену удалось совершить восхождение за один день по тому же маршруту, по которому прошёл Тиндаль. Его сопровождали проводники Мельхиор Андерегг и Франц Биенер.

### Восхождения по другим маршрутам
В 1877 году В. Е. Давидсон, Дж. В. Хартли и Х. С. Хоар с проводниками П. Руби, Дж. Хуаном и А. Поллингером совершили восхождение по другому маршруту. Поднявшись по нижней части юго-восточной стены до ледника Шали, они вышли на юго-западный гребень и продолжили подъём по нему. Полностью восхождение по этому гребню (нижняя часть которого считалась слишком сложной и опасной) полностью было сделано в 1895 году Дж. М. Бинером, А. Имбоденом и Е. Брумом. Юго-восточная стена была пройдена в 1906 году Дж. В. Янгом и Р. Г. Майером с местным проводником Йозефом Кнубелем.
Первая удачная попытка восхождения по леднику на северо-восточном склоне была предпринята в 1871 году Дж. Х. Китсоном с проводником Кристианом Альмером и его сыном. Они прошли по стене под вершиной Гран-Жандарм (Grand Gendarme) вблизи северного гребня. Через некоторое время их путь повторили В. А. Б. Кулидж и Мета Бревоорт. В 1909 году Дж. В. Янг и Йозеф Кнубель прошли стену в её центральной части.
Западная стена впервые была пройдена в 1879 году Г. А. Пассингхамом с гидами Ф. Имсенгом и Л. Цурбрюкеном. Другие маршруты на этой стене были проложены в 1883 году и в 1889 году. Наиболее простой маршрут по восточной стене был проложен в 1890 году Дж. В. Янгом с Л. и Б. Фейтазами, которые совершили восхождение под вершиной Гран-Жандарм, и получил название Younggrat.
Сама вершина Гран-Жандарм впервые была покорена в 1898 году по северном гребню. Месяцем позже, 21 сентября 1898 года, Х. Биели и Х. Бургенер прошли полный траверс до Вайсхорна по северному гребню от вершины Бисхорн.

### Неудачные попытки восхождения
- 1888 год. 18-летний альпинист Джордж Винклер[нем.] погиб во время схода лавины при попытке подняться по западной стене в одиночку. Спасательная группа не обнаружила его тела, которое было найдено только в 1956 году на леднике Вайсхорн[14][15].
- 1908 год. Джон Гарфорт Кокин погиб при попытке одиночного восхождения по юго-восточной стене[14].
- 1983 год, 31 июля. Вертолёт воздушных сил Церматта Sud-Aviation Alouette III разбился в ночном полёте на леднике Шали. Вертолёт с пилотом, его ассистентом и горным проводником был отправлен на поиски двух пропавших альпинистов. По ложному сигналу тревоги пилот попытался посадить вертолёт на ледник на высоте 3160 метров над уровнем моря. Вся команда получила серьёзные ранения, но проводнику и пилоту удалось выжить. Двое пропавших альпинистов позже были найдены мёртвыми[16].
- 2013 год, 17 августа. Двое альпинистов, 23-летний француз и 37-летний швейцарец, разбились после успешного восхождения на вершину Вайсхорн с восточной стороны. Они погибли во время спуска, неподалеку от вершины Гран-Жандарм, в результате падения с 300-метровой высоты[17].

## Маршруты восхождений
Все маршруты восхождения являются сложными. Классический маршрут, считающийся самым простым, начинается от приюта Вайсхорн на восточной стене и идёт по восточному гребню. Классический маршрут имеет категорию III—IV по классификации UIAA (AD по классификации IFAS). Также на Вайсхорн можно подняться со стороны вершины Бисхорн по северному гребню, от приюта Тракюит (Tracuit Hut). До вершины Бисхорн путь, пролегающий по леднику, является относительно лёгким. После Бисхорна подъём становится гораздо сложней, вплоть до вершины Вайсхорн, с промежуточным восхождением на вершину Гран-Жандарм. Маршрут по северному гребню имеет категорию III—IV по классификации UIAA, или AD+ по классификации IFAS. Маршруты по восточному и северному гребням являются самыми простыми, остальные имеют категории IV и выше по классификации UIAA.